# 준장석
준장석(準長石, feldspathoid)은 장석과 비슷하나 구조가 다르고 실리카 함량이 훨씬 낮은 구조의 망상 규산염 광물 그룹이다. 희귀한 종류의 화성암에서 발생하며 일반적으로 일차 석영을 포함하는 암석에서는 발견되지 않는다.

## 종류
- 하석(nepheline, 네페린)
- 칼리하석(kalsilite, 캘시라이트)
- 회하석(cancrinite, 칸크리나이트)
- 백류석 (leucite, 류사이트)
- 방소다석 (sodalite, 소다라이트)
- 남방석 (haüyne, 아우인)
- 투방석 (nosean, 노제안)
- 청금석 (lazurite, 라즈라이트)
- 방비석 (analcite, analcime, 아날사이트)